# Габін
Габін (англ. gabin ) - ідіом  гілки чадської родини, поширений на сході Нігерії в північній частині штату Адамава. Як самостійна мова представлена в класифікації афразійських мов британського лінгвіста Роджера Бленча (Roger Blench), в класифікації, опублікованій в роботі  А. Бурлак і С. А. Старостина "Порівняльно-історичне мовознавство", і в класифікації чеського лінгвіста Вацлава Блажека (Václav Blažek). Як діалект мови га'анда габін розглядається в класифікації, представленій в довіднику мов світу Ethnologue.  Іноді до діалектів га'анда крім мови габін також відносять мову бога. Роджер Бленч включає габін разом з мовами тера, джара, га'анда, хона, ньіматлі, підлімі (Хіна), бога і нгваба до складу групи мов тера. У класифікації, представленої в довіднику Ethnologue, мова га'анда, в якості діалекту якого розглядається габін, включений в число східних мов підгрупи А1 групи а гілки Біу-мандара.